# トゥクロール帝国

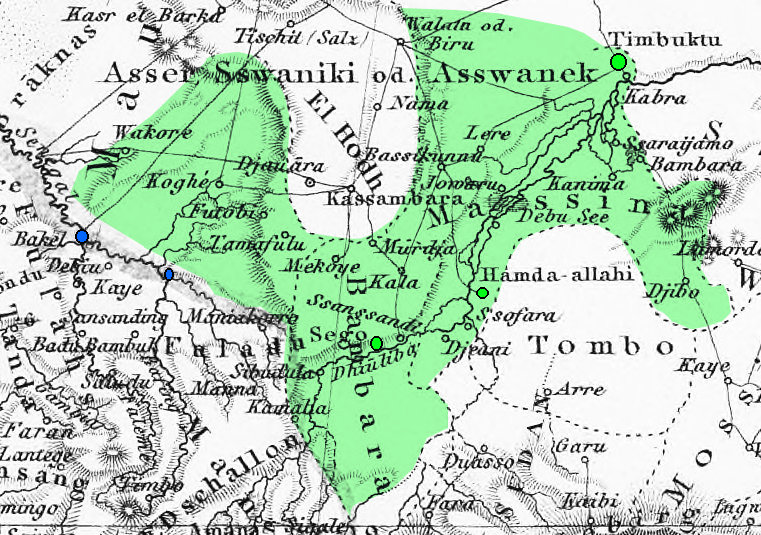
ウマル・タールの台頭以前にあった1850年代後半の諸国を示す、当時のドイツで作られた地図、1861年時点でのウマル・タールの領土が緑で着色されている。征服された主要都市は緑、フランスの砦は青の点で示されている。中央に空いた地域はエル・ホズの不毛地帯である。

ティジャニーヤ・カリフ国 (アラビア語: الخلافة التجانية; またはティジャニーヤ・ジハード国家、セグー・トゥクロール、トゥクロール帝国) (1861年–1890年)は19世紀中期にトゥクロール人のウマル・サイドゥ・タールによって建国された国。現在のマリ共和国に位置していた。

## 歴史

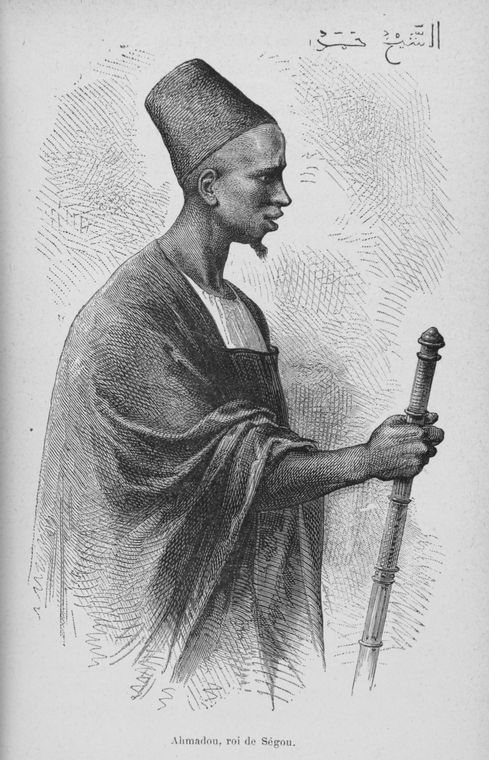
アフマドゥ・タール（フランス人によって1880年頃に描かれた肖像画）

ウマル・タールは1836年にハッジから戻り、ハッジの称号と、スーダンのティジャニーヤ同胞団のカリフの称号を得た。
ウマル・タールはフータ・トロ(現在のセネガル)に長期間滞在した後、ディンギライェ(現在のギニアのフータ・ジャロン)に移動した。この地が1850年のジハードの舞台となった。
1857年、メディナ砦の征服に失敗した後、ウマル・タールはフランス植民地軍への攻撃をやめ、バマナ帝国への攻撃を始め、まずカアルタ次にセグーと大きな勝利を収めた。
1861年3月10日、セグーの戦いで決定的な勝利を収めた後、ウマル・タールはセグーを帝国の首都と定めた。
セグーの戦いの一年後、息子のアフマドゥ・タールを指揮官にフラニ人のマシナ帝国の首都、アムダラーイに対して進軍した。
オマル・タールはトンブクトゥの征服には失敗し、ドゴン人の住むバンディアガラ付近のデグエンベレに撤退した。オマル・タールはそこで備蓄の火薬の爆発により死亡した。
トゥクロール帝国は甥のティディアニ・タールが継ぎ、トゥクロール帝国の首都をバンディアガラに移した。セグーでは息子のアフマドゥ・タールが統治を続け、近隣の諸都市が離反しようとしているのを首尾よく抑止した。アフマドゥ・タールは兄弟との対立を深めていった。
1890年、バンバラ人と同盟を結んだフランスはセグーに進駐した。アフマドゥ・タールは最初マシナに逃げ、1893年にマシナが陥落した後は現在のナイジェリアのソコトに逃げ、帝国は実質的に終焉を迎えた。